# Palot
 (juillet 2025).
Pour plus de détails, voir Fiche technique et Distribution.
Palot est un film français de court métrage réalisé par Armand Chartier, sorti en 1947.

## Synopsis
Dans un village du Jura, les habitants attendent la livraison du tracteur commandé par la coopérative de matériel agricole sur la proposition de Palot, un jeune paysan.

## Fiche technique
- Titre : Palot
- Réalisation : Armand Chartier
- Scénario : Armand Chartier
- Photographie : Edmond Floury
- Montage : Armand Chartier
- Production : Productions Floury et Service cinématographique du ministère de l'Agriculture
- Durée : 16 minutes
- Date de sortie : 
  - France : 1947

## Récompense
- Le film a été primé au Festival de Karlovy Vary[1].